# Milan Timko
Pour les articles homonymes, voir Timko.
Milan Timko, né le 28 novembre 1972 à Prešov, est un ancien footballeur international slovaque.

## Carrière
- 1990-1991 : Tatran Prešov  Tchécoslovaquie
- 1991-1994 : Koba Senec  Tchécoslovaquie puis  Slovaquie
- 1994-1996 : Artmedia Petržalka  Slovaquie
- 1996-1998 : Baník Ostrava  Tchéquie
- 1998-2001 : Slovan Bratislava  Slovaquie
- 2001-2002 : Kocaelispor  Turquie
- 2002-2003 : Adanaspor  Turquie
- 2003-2004 : AaB Ålborg  Danemark

## Palmarès
Avec le Slovan Bratislava 
- Champion de Slovaquie en 1999
- Vainqueur de la Coupe de Slovaquie en 1999